# Sandra Alonso
Sandra Alonso Domínguez (México, 19 de agosto de 1998 -desde 1999 residente em Torrevieja-) é uma ciclista profissional espanhola. Em categorias inferiores destacou ganhando o Campeonato da Espanha em Estrada, Perseguição e Scratch em categoria cadete em 2014; também foi 3.ª no Campeonato da Espanha em Estrada júnior e na Copa da Espanha júnior em 2015; e campeã da Copa da Espanha júnior e 2.ª no Campeonato da Espanha em Estrada júnior em 2016. Desta forma teve acesso ao Mundial em Estrada júnior onde foi 8.ª pelo que alinhou pela equipa amador Bioracer-Elkar Kirolak em 2017 que a deu acesso a um amplo calendário nacional, ademais ganhou o Campeonato da Espanha Perseguição 2017 onde ademais ganhou a Copa da Espanha sub-23 com sozinho 19 anos e em seu estreia na categoria.
Devido a seus bons resultados no ciclismo de estrada em Espanha em 2017 estreia como profissional em 2018 com o Bizkaia Durango-Euskadi Murias em 2018.
Depois de correr a temporada de 2020 no Cronos Casa Dourada, fez-se oficial sua volta ao Bizkaia Durango para a temporada de 2021.

## Palmarés

### Pista
- 2017
  - Campeonato da Espanha Perseguição

### Estrada
- 2021
  - 1 etapa da Setmana Ciclista Valenciana

## Resultados em Grandes Voltas e Campeonatos do Mundo
Durante a sua carreira desportiva tem conseguido os seguintes postos nas Grandes Voltas femininas e nos Campeonatos do Mundo em estrada:
| Corrida            | Corrida            | 2018  | 2019  | 2020 | 2021  |
| ------------------ | ------------------ | ----- | ----- | ---- | ----- |
|                    | Giro d'Italia      | 126.ª | 112.ª | Ab.  | F. c. |
|                    | Tour de l'Aude     | X     | X     | X    | X     |
|                    | Grande Boucle      | X     | X     | X    | X     |
| Mundial em Estrada | Mundial em Estrada | —     | —     | 98.ª | —     |

—: não participa
Ab.: abandono
F. c.: fora de controle

X: edições não celebradas

## Equipas
- Bizkaia Durango (2018-2019)
- Bizkaia Durango-Euskadi Murias (2018)
- Bizkaia Durango (2019)
- Cronos Casa Dourada[9] (2020)
- Bizkaia Durango (2021-)